# Nebria obliqua
Nebria obliqua är en skalbaggsart som beskrevs av Leconte 1866. Nebria obliqua ingår i släktet Nebria och familjen jordlöpare. Inga underarter finns listade i Catalogue of Life.